# Забіляни (селище)
Забіляни — селище в Україні, в Монастирищенській міській громаді Уманського району Черкаської області. Розташоване за 11 км на південь від міста Монастирище. Населення становить 61 особа.

## Галерея

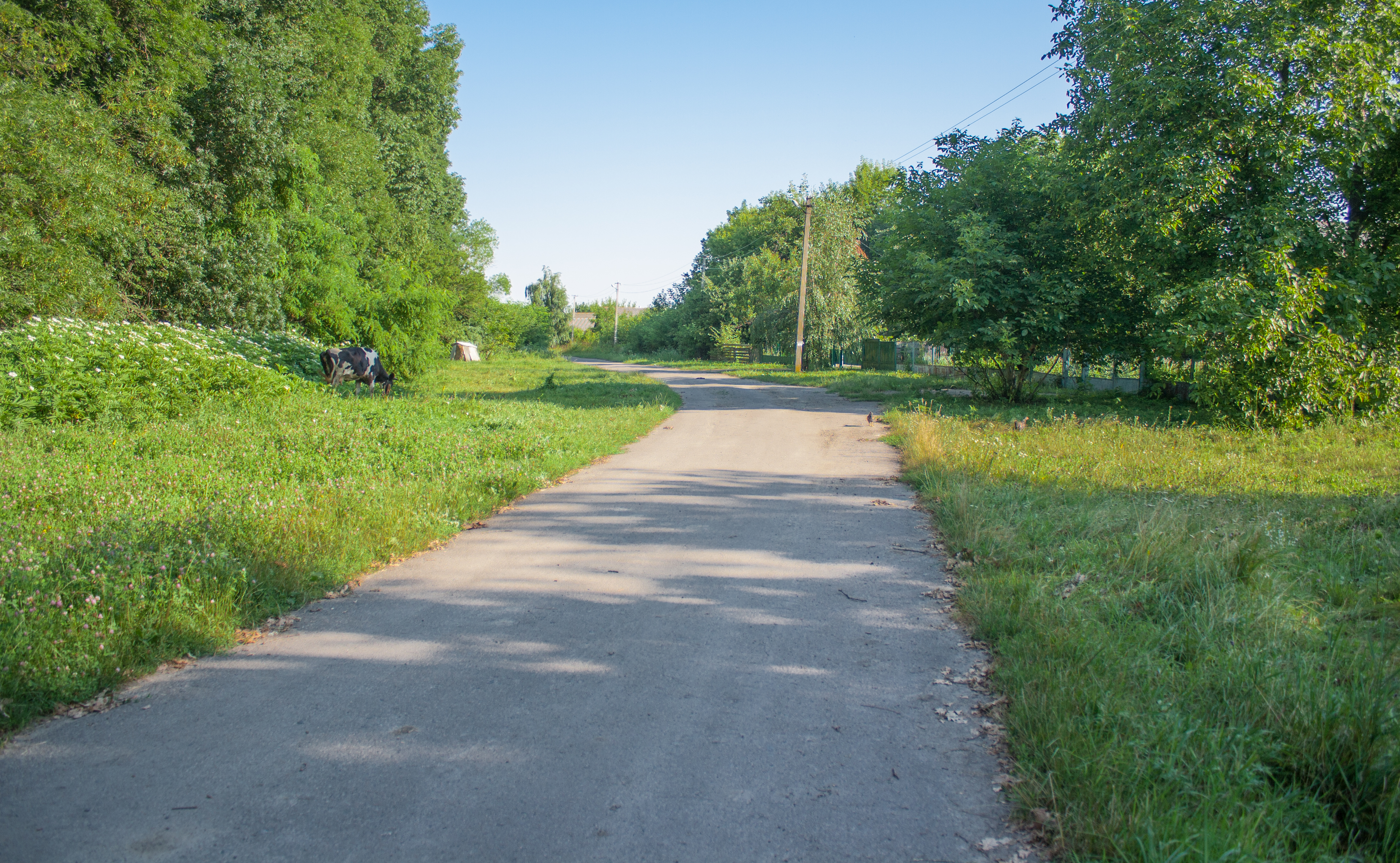
Вулиця
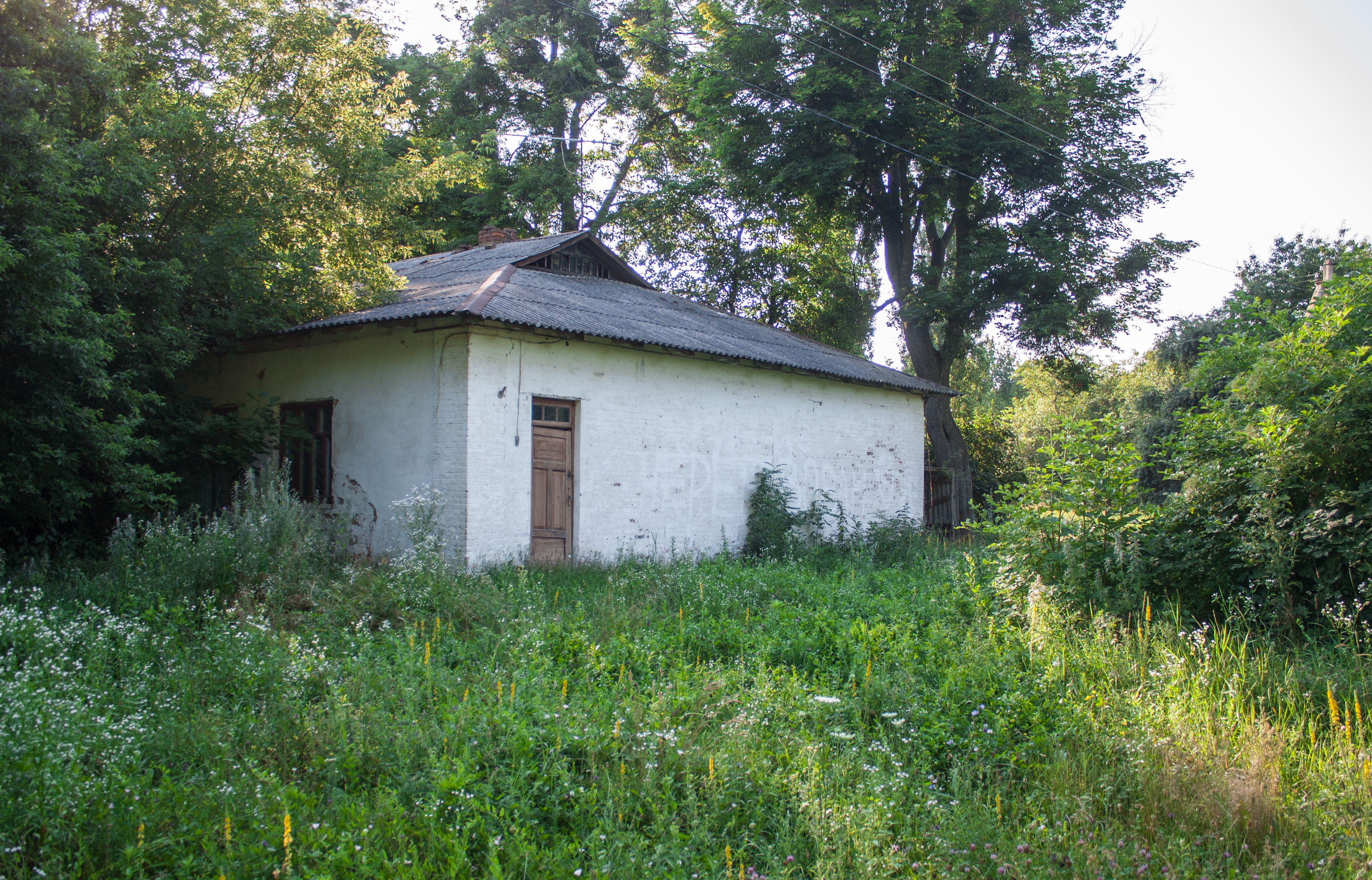
Типова забудова